# 아빠와 영혼
《아빠와 영혼》은 한국방송공사 2TV 특집드라마이다.

## 제작진
- 극본 : 구선경
- 연출 : 이덕건

## 출연진
- 강인덕
- 서인석
- 맹상훈
- 이휘향
- 최상훈